# La Mouette (film, 2005)
Pour les articles homonymes, voir La Mouette.
La Mouette (Ча́йка, Tchaïka) est un film de Margarita Terekhova adaptée de la pièce éponyme de Tchekhov. Il a été tourné en 2003 et il est sorti en Russie en 2005. 

## Synopsis
En Russie à la fin du XIXe siècle. L'arrivée de l'écrivain à succès Trigorine dans une propriété calme au bord d'un lac bouleverse tragiquement le destin de ses habitants. 

## Fiche technique
- Scénariste : Margarita Terekhova
- Réalisatrice : Margarita Terekhova
- Directeur de la photographie : Grigori Yablotchnikov
- Directeur artistique : Valery Arkhipov
- Compositeur : Vladimir Osvinski
- Directeur du son : Evgueni Tchaïko
- Producteur : Mikhaïl Kossyrev-Nesterov
- Production : Kinostudio M Film avec la participation du ministère de la Culture de la fédération de Russie, 2005.

## Distribution
- Margarita Terekhova : Irina Nikolaïevna Arkadina, actrice
- Alexandre Terekhov : Constantin Treplev, son fils
- Anna Terekhova : Nina Zaretchnaïa
- Youri Solomine : Sorine
- Andreï Podochian : Ilia Afanassievitch Chamraïev, intendant de la propriété
- Margarita Serdtseva : Paulina
- Lioubov Pavlitchenko: Macha, la fille de Chamraïev
- Andreï Sokolov : Boris Trigorine, écrivain à succès, amant d'Irina Arkadina
- Andreï Sergueïev : Evgueni Sergueïevitch Dorn, médecin
- Alexeï Solonitsyne : Semion Semionovitch Medvedenko, instituteur
- Arsen Petrossian : Iakov
- Alexandre Tiagny-Riadno : le cuisinier
- Anna Dikoul : danseuse[1].

## Prises de vue du film

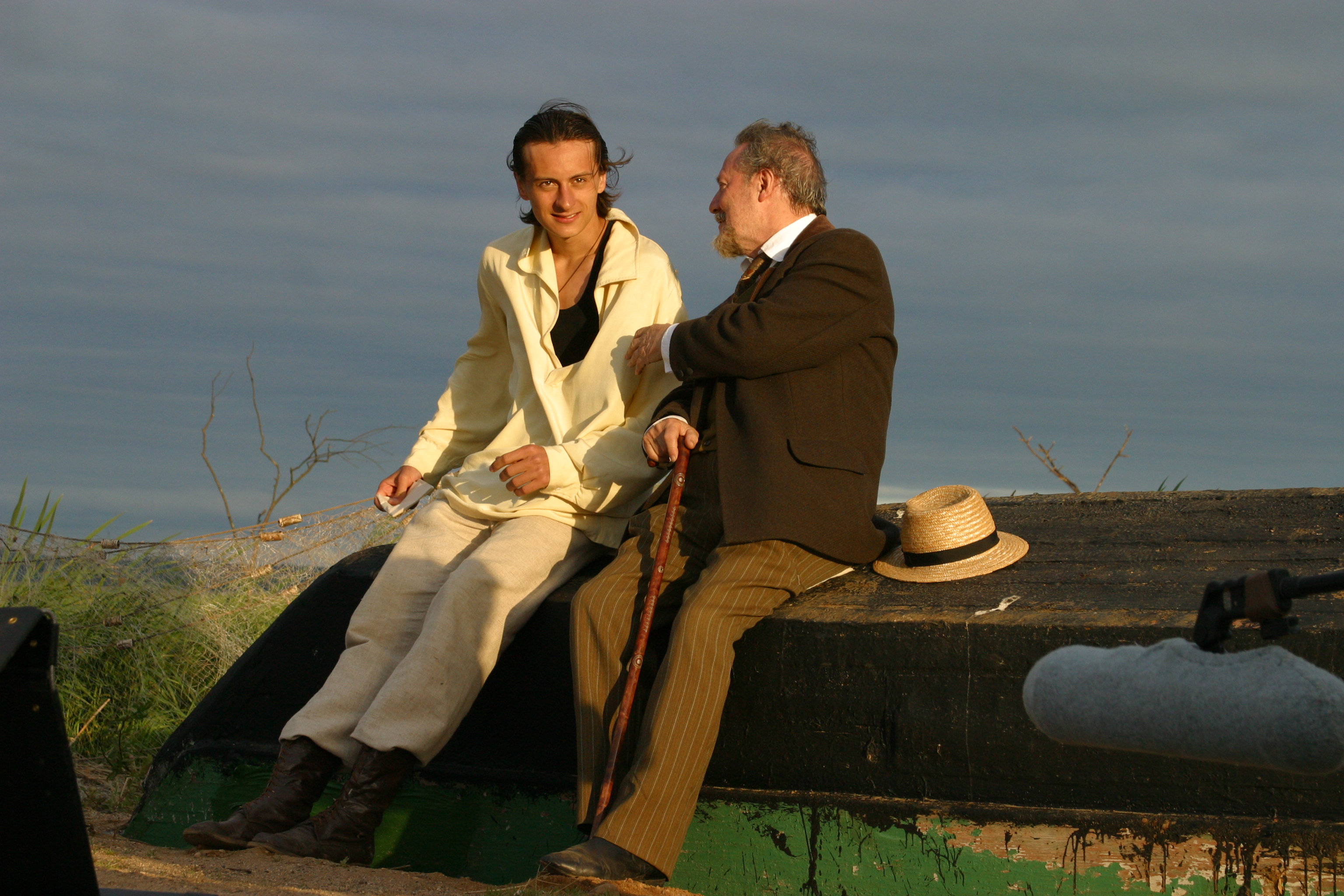
Alexandre Terekhov et Youri Solomine
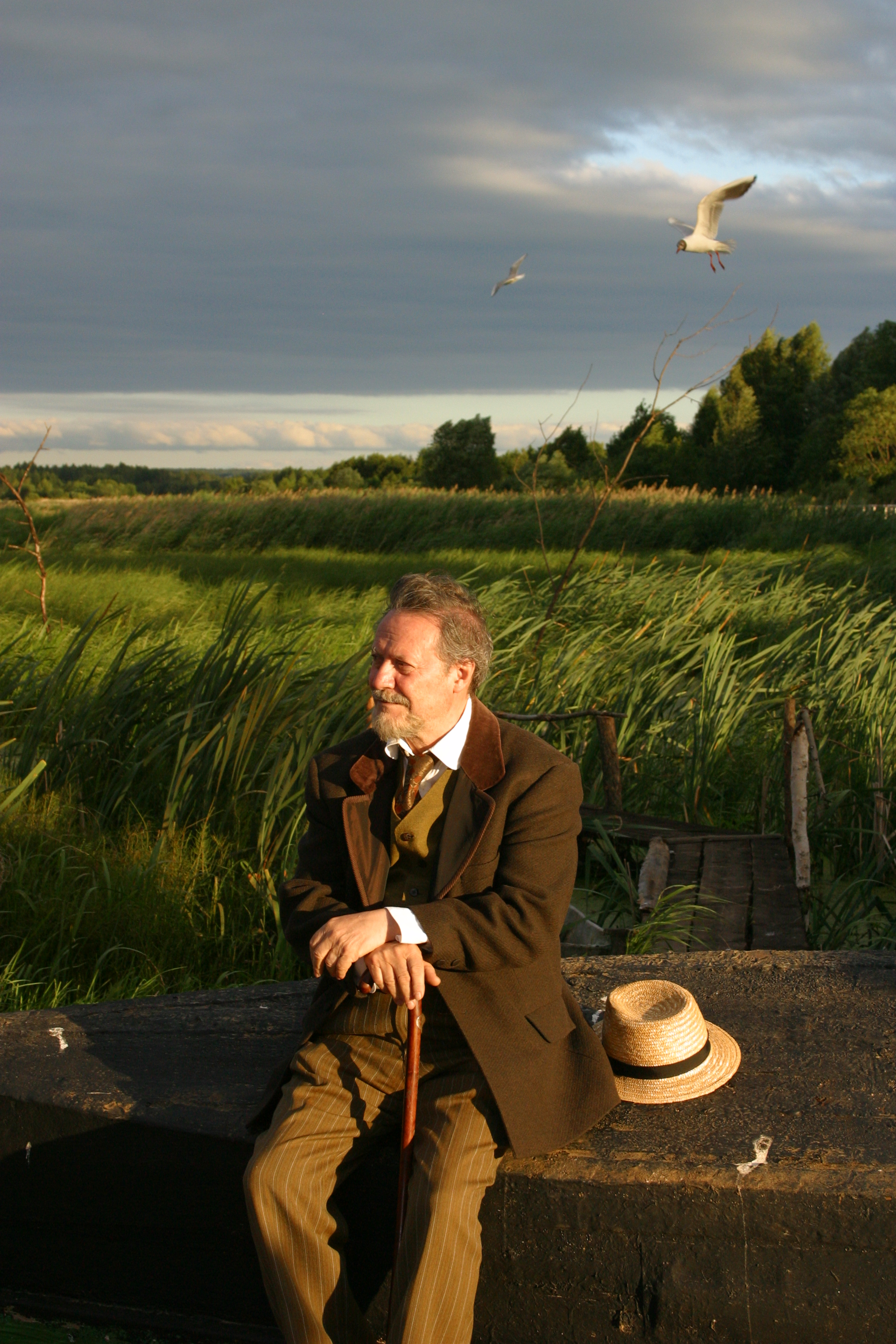
Youri Solomine